# International Socialist Alternative
Die International Socialist Alternative bzw. Internationale Sozialistische Alternative ist ein internationaler Verband trotzkistischer politischer Parteien und Organisationen.

## Geschichte
Die Gruppe wurde 1974 als Committee for a Workers’ International (CWI) durch Unterstützer von Militant Tendency aus zwölf Ländern gegründet. Im August 2019 verließ eine Fraktion das CWI und gründete eine neue Gruppe namens „refounded CWI“ (deutsch: „neugegründetes CWI“). Die restliche Gruppe startete, nachdem sie sich vorerst „CWI Majority“ (deutsch: CWI Mehrheit) nannten, unter dem Namen International Socialist Alternative im Februar 2020 neu.
Auf dem Kongress der Socialist Party vom 22. bis zum 25. Juli 2019 in London kam es zu „lebhaften Debatten“ über den richtigen Weg einer trotzkistischen Organisation. Die Partei erklärte daraufhin die „Neugründung“ des CWI, was von der Mehrheit des Internationalen Exekutivkomitees als „bürokratischer Putsch“ bezeichnet wurde. In der Folge kam es zur Zersplitterung des CWI, die International Socialist Alternative bildete mit mehr als 20 nationalen Gruppen (Stand 2023) eine der größeren Organisationen. Nach eigenen Angaben hat ISA derzeit Gruppen in 30 Ländern. John Kelly zählt sie zu den große noch bestehenden Internationalen. Ihr Hauptquartier liegt in Brüssel.
Die deutsche Sektion des CWI, die SAV, spricht von einer Spaltung des CWI und ihrer eigenen Organisation. Die Mehrheit des Bundesvorstandes der SAV veröffentlichte dazu eine Stellungnahme auf der Organisationshomepage, in der sie u. a. den Sektionen aus Irland, Griechenland und den USA „Imagepolitik“ vorwirft. Gleichzeitig veröffentlichten sie auf der SAV-Homepage einen Aufruf gegen die Spaltung des CWI und der SAV, der unter anderem von Lucy Redler mitgetragen wird. Auf einer Bundeskonferenz im September 2019 entschied die Mehrheit der Mitglieder, Teil der Mehrheit des CWI zu bleiben. Eine Minderheit verließ daraufhin die Organisation, darunter die Mehrheit des Bundesvorstands und der Bundesleitung. Die Ausgetretenen gründeten am 8. September 2019 die trotzkistische Organisation Sozialistische Organisation Solidarität (Sol)
Davon unabhängig gründeten die Sektionen in Mexiko, Portugal, Spanien und Venezuela im Juli 2019 die Internationale Revolutionäre Linke (IRL), die auch über eine Gruppe in Deutschland verfügt. Sie machten die „Bürokratisierung der Strukturen“ und die „doppelte Aufgabe“ für „Tendenzen opportunistischer Anpassung“, „kleinbürgerliche Vorurteile“ und „Abkehr vom Marxismus“ verantwortlich.

## Sektionen
| Sektion                       | Name                                                                                     |
| ----------------------------- | ---------------------------------------------------------------------------------------- |
| Australien                    | ISA Australia                                                                            |
| Österreich                    | Sozialistische LinksPartei                                                               |
| Belgien                       | Linkse Socialistische Partij/Parti Socialiste de Lutte                                   |
| Brasilien                     | Liberdade, Socialismo e Revolução                                                        |
| Kanada                        | Socialist Alternativea/                                                                  |
| China                         | 中国劳工论坛* Zhōngguó Láogōng Lùntán                                                    |
| Tschechien                    | Socialistická alternativa Budoucnost                                                     |
| England, Wales und Schottland | Socialist Alternative                                                                    |
| Finnland                      | Sosialistinen Vaihtoehto                                                                 |
| Deutschland                   | Sozialistische Alternative (SAV)                                                         |
| Hongkong                      | 社會主義行動* Sewuizyuji Haangdung                                                       |
| Indonesien                    | Socialis Action                                                                          |
| Irland                        | Socialist Party / Páirtí Sóisialach                                                      |
| Israel/Staat Palästina        | حركة النضال الاشتراكي / מאבק סוציאליסטי Ma'avak Sotzialisti/Harakat a-Nidal al-Ishtiraki |
| Italien                       | Resistenze Internazionali                                                                |
| Elfenbeinküste                |                                                                                          |
| Mexiko                        | Alternativa Socialista México                                                            |
| Niederlande                   | Socialistisch Alternatief                                                                |
| Nigeria                       | Movement for a Socialist Alternative                                                     |
| Norwegen                      | ISA Noreg / ISA Norge                                                                    |
| Polen                         | Alternatywa Socjalistyczna                                                               |
| Québec                        | Alternative socialiste                                                                   |
| Rumänien                      | Mâna de Lucru                                                                            |
| Russland                      | Социалистическая Альтернатива Socialisticheskaya Alternativa                             |
| Südafrika                     | Workers and Socialist Party (WASP)                                                       |
| Spanien                       | Alternativa Socialista                                                                   |
| Sudan                         | البديل الاشتراكي al-Badil al-Ishtiraki                                                   |
| Schweden                      | Rättvisepartiet Socialisterna                                                            |
| Taiwan                        | 國際社會主義道路 (臺灣)* Guójì Shèhuì Zhǔyì Dàolù Táiwān                                 |
| Tunesien                      | البديل الاشتراكي al-Badil al-Ishtiraki                                                   |
| Vereinigte Staaten            | Socialist Alternative                                                                    |

### Anmerkung
* Teil der Sektion China, Hongkong, Taiwan